# Angarosphecidae
Angarosphecidae (лат.) — ископаемое семейство мелких сфекоидных ос из отложений мелового периода. Название дано от имени древнего сибирского материка Ангарида.

## История
Одна из древнейших групп ос, возраст находок составляет от 145 до 50 млн лет (Меловой период, Мезозойская эраи эоцен).

## Распространение
Евразия (Великобритания, Испания, Китай, Мьянма, Монголия, Россия), Северная Америка (Канада), Южная Америка (Бразилия).

## Описание
Мелкие осы, длина менее 1 см. На переднеспинке развиты парапсидальные швы. Глаза овальные, большие. Передние крылья с полным жилкованием и от прочих жалящих отличается следующими признаками: от птеростигмы под прямым углом отходит 2r-rs, у основания ячейки 2r-m расположена 1m-cu. Брюшко короткое. Развит генальный мост на голове.

## Классификация
Включает около 15 ископаемых родов. Семейство был впервые выделено в 1975 году советским палеоэнтомологом Александром Павловичем Расницыным.
- † Angarosphex Rasnitsyn, 1975[1] (около 15 видов)
  - =Calobaissodes
  - =Mataeosphex
  - =Palaeapis
  - =Shandongodes
- ?†Archisphex (Evans, 1969)
- † Baissodes Rasnitsyn, 1975[1] (Baissodes grabaui, Baissodes longus, Baissodes magnus, Baissodes robustus)
- † Burmasphex Melo et Rosa, 2018
- † Cretobestiola Pulawski and Rasnitsyn, 2000[5] (Cretobestiola communis, Cretobestiola hispanica, Cretobestiola subpetiolata, Cretobestiola tenuipes)
  - =Bestiola Pulawski and Rasnitsyn 1999[6]
- † Cretosphecium Pulawski and Rasnitsyn, 2000[7] (Cretosphecium lobatum, Cretosphecium triste)
- † Decasphex
- † Eosphecium Pulawski and Rasnitsyn, 2000[7] (Eosphecium naumanni)
- † Eubaissodes Zhang, 1992[8] (Eubaissodes completus)
- † Ilerdosphex Rasnitsyn, 2000[9] (Ilerdosphex wenzae)
- † Mesorhopalosoma Darling, 1990[10] (Mesorhopalosoma cearae)
- † Montsecosphex Rasnitsyn and Martínez-Delclòs, 2000[11] (Montsecosphex jarzembowskii)
- † Oryctobaissodes Rasnitsyn, 1975[1] (Oryctobaissodes armatus)
- † Paleorhopalosoma Nel et al. 2010[12] (Paleorhopalosoma menatensis)
- † Pompilopterus Rasnitsyn, 1975[1] (Pompilopterus ciliatus, Pompilopterus corpus, Pompilopterus difficilis, Pompilopterus keymerensis, Pompilopterus leei, Pompilopterus montsecensis, Pompilopterus noguerensis, Pompilopterus wimbledoni, Pompilopterus worssami)
- † Trichobaissodes Rasnitsyn, 1975[1] (Trichobaissodes antennatus)
- † Vitimosphex Rasnitsyn, 1975[1] (Vitimosphex incompletus, Vitimosphex vividus[2])